# Aeroporto Internazionale di Jaipur
L'aeroporto internazionale di Jaipur (IATA: JAI, ICAO: VIJP) è l'aeroporto principale che serve Jaipur, la capitale dello stato indiano del Rajasthan. L'aeroporto internazionale di Jaipur è stato dichiarato il miglior aeroporto del mondo nella categoria da 2 a 5 milioni di passeggeri all'anno per il 2015 e il 2016 secondo l'Airports Council International . L'aeroporto di Jaipur è l'undicesimo aeroporto più trafficato dell'India in voli di linea giornalieri.
Si trova nel sobborgo meridionale di Sanganer, a 13 km (8,1 mi) da Jaipur . L'aeroporto ha ottenuto lo status di aeroporto internazionale il 29 dicembre 2005. L'area di stazionamento può ospitare 14 aeromobili e il nuovo terminal può gestire fino a 1000 passeggeri alla volta.

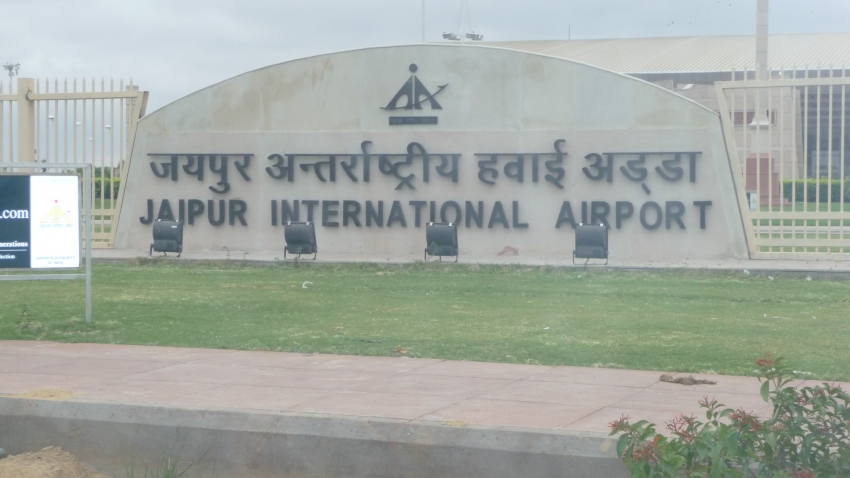
Aeroporto internazionale di Jaipur

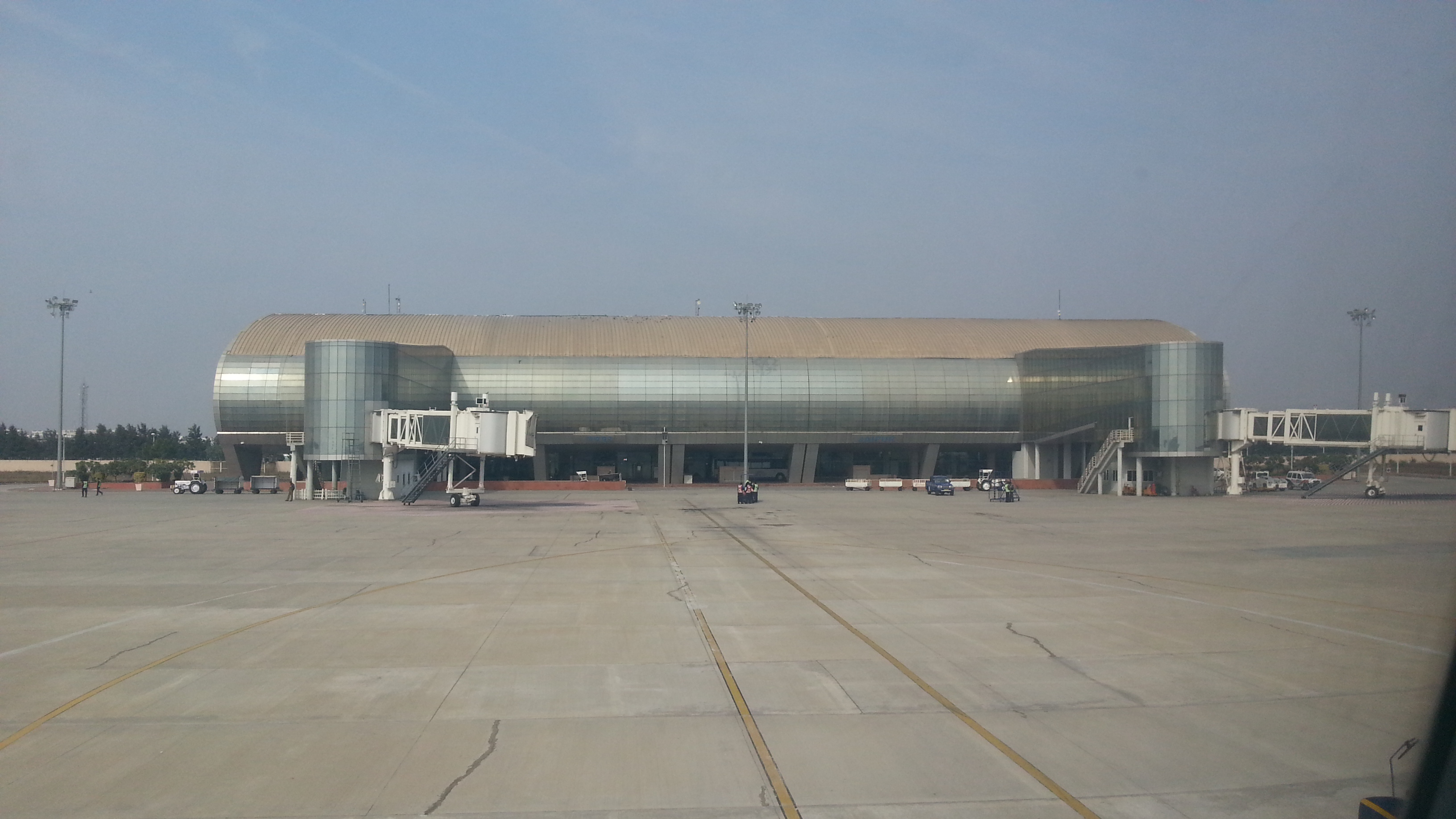
Aeroporto internazionale Jaipur Terminal 2 dalla pista

## Pista di decollo
| Numero della pista | Lunghezza           | Larghezza     | Luci di avvicinamento / ILS |
| ------------------ | ------------------- | ------------- | --------------------------- |
| 9/27               | 3 505 m (11 499 ft) | 46 m (151 ft) | CAT III-B / CAT III-B       |
| 15/33              | 1 592 m (5 223 ft)  | 43 m (141 ft) | Nessuna                     |

L'aeroporto internazionale di Jaipur è composto da due piste: la prima pista (15/33) è lunga 5 223 piedi (1 592 m) e la seconda (9/27) 11 500 piedi (3 500 m) . La pista 9/27 è diventata operativa dal 15 settembre 2016 per gestire aeromobili più grandi, come il Boeing 747, per decollare e atterrare dall'aeroporto di Jaipur dopo il completamento dell'estensione della pista da 9 174 piedi (2 796 m) a 11 500 piedi (3 500 m) per gestire i Boeing 777 . La pista 9/27 è conforme al sistema di atterraggio per strumenti CAT-IIIB (ILS). Ciò facilita l'atterraggio di aeromobili su un raggio di visibilità della pista (RVR) fino a 50 metri (160 ft) in condizioni di nebbia. CAT III B è diventato operativo dall'8 dicembre 2016. È stata pianificata una via di rullaggio per l'aeroporto di Jaipur, parallelamente alla pista 9/27 per far fronte alla sua congestione del traffico aereo. I lavori saranno completati alla fine di maggio 2018, dopo il completamento l'aeroporto sarà in grado di ospitare 16 voli in un'ora. L'aeroporto ha una sola pista che si occupa delle operazioni di decollo e atterraggio delle compagnie aeree. La prima pista non viene utilizzata per l'atterraggio e il decollo degli aeromobili da molto tempo.

## I Terminal

### Terminal 1
Il Terminal 1 ha operato voli internazionali fino a luglio 2013, quando le autorità aeroportuali hanno deciso di spostare i voli internazionali sul Terminal 2 di nuova costruzione, mentre l'uso del T1 era riservato alle operazioni cargo.  Dopo quattro anni, nel 2017 l'amministrazione dell'aeroporto ha iniziato i preparativi per riprendere le operazioni di volo commerciale nel vecchio terminal a causa dell'aumento del carico passeggeri sul T2.  Attualmente, solo i voli Haj e cargo sono operati dal Terminal 1. Per spostare i voli verso il T1, una parte delle operazioni di carico dovrà essere spostata da qui. I lavori di ristrutturazione del T1 sono iniziati a dicembre 2017 e ci sono piani per renderlo operativo entro maggio 2019. Il terminal sarà rinnovato nel look del Rajasthan. Dopo il completamento dei lavori di ristrutturazione, il Terminal 1 sarà completamente potenziato e ampliato a 18.000 metri quadrati e ospiterà solo le partenze e gli arrivi internazionali.

### Terminal 2

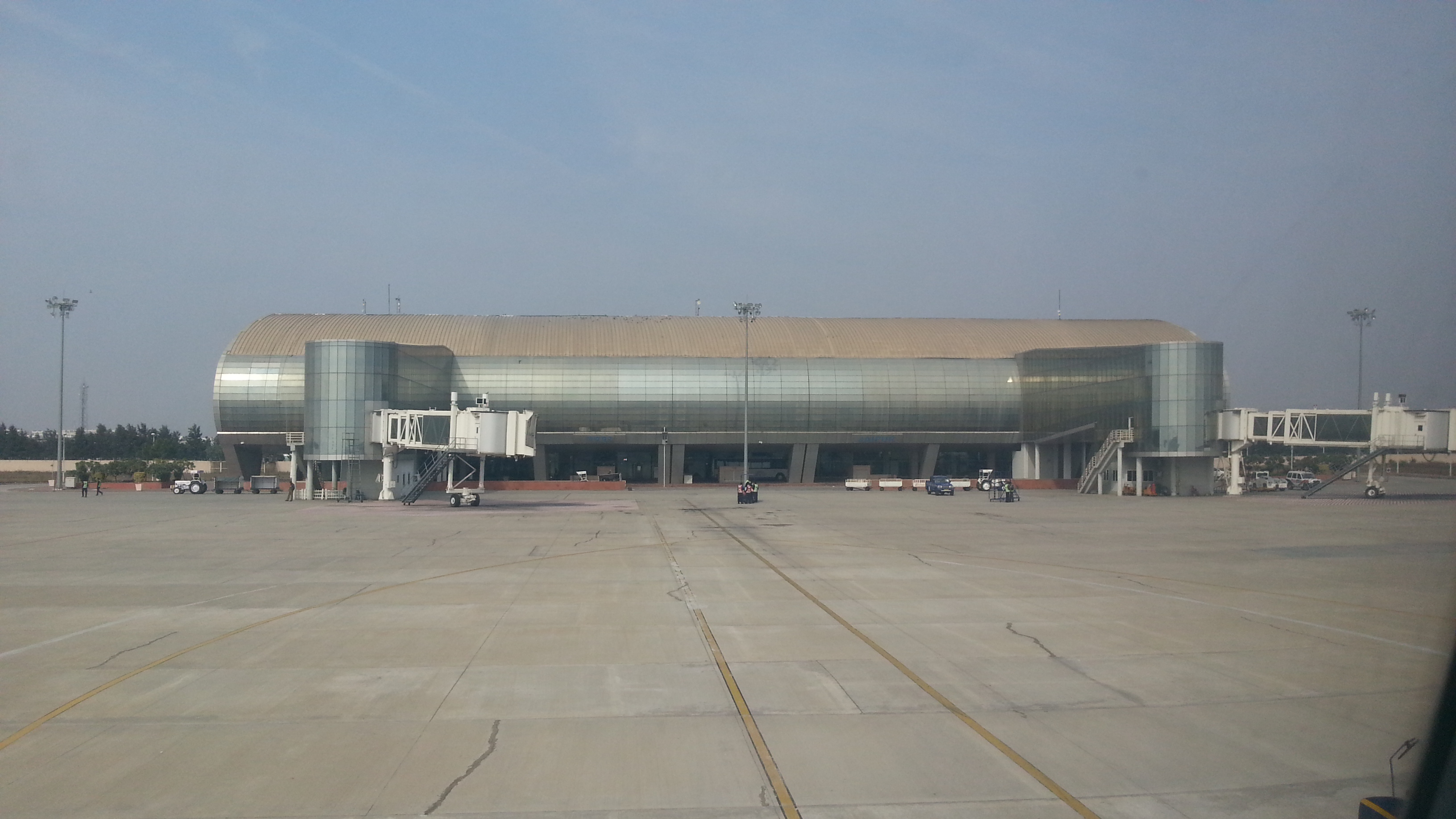
Aeroporto internazionale Jaipur Terminal 2 dalla pista

Il nuovo terminal interno dell'aeroporto è stato inaugurato il 1º luglio 2009. Il nuovo terminal ha una superficie di 22 950 metri quadri (247 000 ft²) con strutture come impianti di riscaldamento, aria condizionata centralizzata, linea a raggi x, sistema di controllo dei bagagli integrato con il sistema di trasporto di partenza, scale mobili, CCTV per la sorveglianza, desk per i check-in, apparecchiature terminali per uso comune (CUTE), parcheggio, ecc. L'edificio del terminal internazionale ha una capacità di movimentazione dei passeggeri nelle ore di punta di 500 passeggeri e una capacità di movimentazione annuale di 400.000. Il cancello d'ingresso è fatto di arenaria e pietre Dholpur con dipinti del Rajasthan alle pareti. Il terminal è attualmente utilizzato per voli internazionali e nazionali. L'aeroporto dispone anche di tre sale VIP per garantire che gli ospiti in visita e i pendolari transitino senza inconvenienti. Il Terminal 2 si sviluppa su un'area di ventitremila metri quadrati e dispone di 14 banchi check-in, sei sportelli per l'immigrazione, quattro sportelli doganali e quattro sportelli di sicurezza che possono facilmente ospitare il traffico passeggeri in aeroporto e fornire loro un'esperienza senza intoppi.

### Cargo
A partire dal 16 luglio 2012, il Terminal 1 è stato chiuso al traffico passeggeri ed è stato rinnovato per gestire esclusivamente le operazioni di carico. Il terminal merci è adiacente al vecchio edificio del terminal passeggeri e ha una superficie di circa 700 metri quadri (7 500 ft²)     L'impianto di carico è fornito da Rajasthan Small Scale Industries, un'impresa del governo del Rajasthan del settore pubblico. Per spostare i voli verso il terminal 1, una parte delle operazioni di carico dovrà essere spostata da qui.

### Modernizzazione ed espansione dei terminali
L'attuale Terminal 2 verrà ampliato in larghezza di circa 20 metri per lato. Verrà creata una nuova sala nell'area di partenza e nella zona di arrivo verranno creati 3 nastri trasportatori con 2 nuove aerodromi per facilitare il movimento dei passeggeri. I lavori saranno completati entro maggio. La nuova area di partenza si sviluppa su 2700 metri quadrati mentre per gli arrivi è stata costruita in un'area di quasi 23000 piedi quadrati.

## Incidenti
- Il 18 febbraio 1969, il Douglas DC-3 VT-CJH di Indian Airlines si schiantò al decollo su un volo passeggeri di linea. Il velivolo era sovraccarico e il decollo era sottovento o con vento contrario. Tutte le 30 persone a bordo sono sopravvissute.[22]
- Il 5 gennaio 2014, il volo AI-890 Airbus A320 VT-ESH di Air India da Imphal a Delhi via Guwahati è stato dirottato all'aeroporto di Jaipur a causa della forte nebbia a Delhi. La gomma posteriore dell'aereo è scoppiata durante l'atterraggio, danneggiando l'ala destra. L'aereo ha subito danni sostanziali e ha smesso di volare. Tutti e 173 i passeggeri e 6 membri dell'equipaggio sopravvissero.[23][24][25]